# Liste der Bürgermeister von Rust

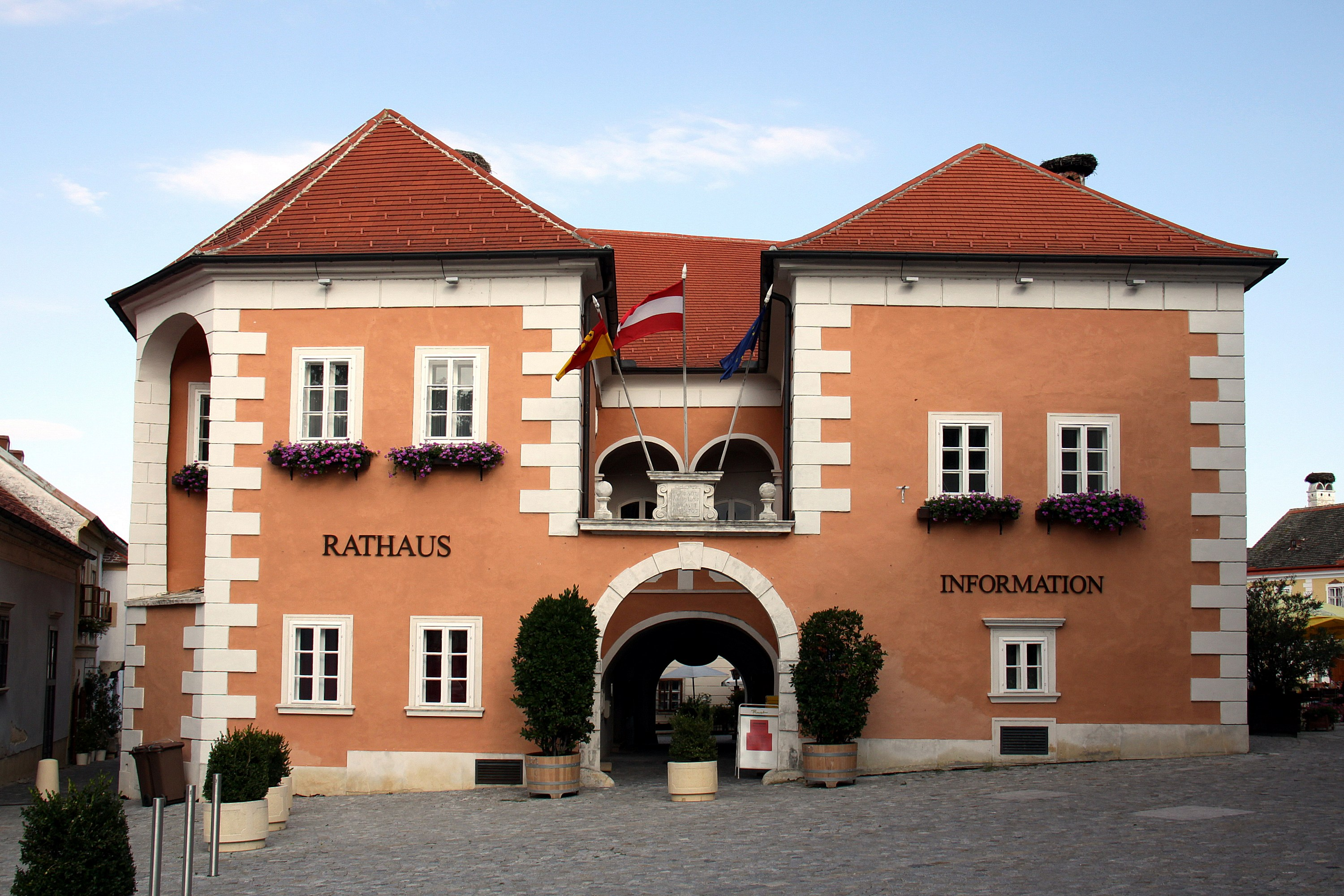
Das Rathaus von Rust

Diese Liste der Bürgermeister von Rust umfasst in antichronologischer Folge die Stadtoberhäupter von Rust seit der Landnahme des Burgenlandes, also dessen Angliederung an Österreich nach dem Ersten Weltkrieg. Rust hatte 1681 im damaligen Königreich Ungarn die Privilegien einer Freistadt erhalten und konnte diese Sonderrechte, die heute jenen einer Statutarstadt entsprechen, erhalten. Somit werden Bürgermeister und Stadtmagistrat von Rust als Bezirksverwaltungsbehörde tätig, übernehmen trotz der geringen Größer der Stadt also die Aufgaben der nächsthöheren Verwaltungsstufe. Der fünfköpfige Stadtsenat besteht laut Ruster Stadtrecht aus dem Bürgermeister, seinen beiden Stellvertretern und zwei weiteren Mitgliedern.

## Auflistung
Anmerkung: Die Liste ist, insbesondere was ältere Vizebürgermeister und die Entwicklungen in der Nachkriegszeit betrifft, unvollständig bzw. mit Unsicherheiten behaftet. Angaben, die nicht einzeln referenziert sind, stammen aus der Diplomarbeit von Heribert Artinger (siehe unter Literatur), für die Jahre seit 2002 von der Website der Freistadt Rust bzw. deren Archivversionen.
| Amtszeit                     | Name                                | Partei                                           | Bild | Anmerkung | 1. Vizebürgermeister                                                                          | 2. Vizebürgermeister                                               |
| ---------------------------- | ----------------------------------- | ------------------------------------------------ | ---- | --- | --------------------------------------------------------------------------------------------- | ------------------------------------------------------------------ |
| Seit 2012                    | Gerold Stagl                        | SPÖ                                              |      | | Johann Reinprecht (SPÖ; seit 2022) Luzia Drawitsch (SPÖ; 2012–2022)                           | Georg Seiler (ÖVP; 2019–2022) Andrea Kargl-Wartha (ÖVP; 2012–2019) |
| 2002–2012                    | Harald Weiss                        | SPÖ                                              |      | | Andrea Kargl-Wartha (ÖVP; 2009–2012) Rudolf Schreiner (ÖVP; 2002–2009)                        | Gerold Stagl (SPÖ; 2007–2012) Werner Freiler (SPÖ; 2002–2007)      |
| 1972–2002                    | Heribert Artinger                   | Parteifrei (Liste Artinger)                      |      | Wurde nach den Gemeinderatswahlen 1972 erneut zum Bürgermeister gewählt. Mit insgesamt 33 Jahren der längstdienende Bürgermeister. | Harald Weiss (SPÖ; 2000–2002) … Raimund Stary (SPÖ; 1977 –1996) Alfred Cucka (SPÖ; 1972–1977) | … Johannes Holler (Liste Artinger); 1977–? …                       |
| 1970–1972                    | Emmerich Bachkönig                  | SPÖ                                              |      | Wurde zwei Wochen nach Artingers Rücktritt wieder ins Amt gewählt | Alfred Cucka (SPÖ; 1970–1972)                                                                 | …                                                                  |
| 1967–1970                    | Heribert Artinger                   | ÖVP                                              |      | Trat nach einem Misstrauensantrag im Gemeinderat zurück. | Alfred Cucka (SPÖ; 1967–1970)                                                                 | …                                                                  |
| 1958–1970                    | Emmerich Bachkönig                  | SPÖ                                              |      | | … Ludwig Gabriel (SPÖ; 1958–?)                                                                | …                                                                  |
| 1951–1958                    | Karl Conrad                         | SPÖ                                              |      | | …                                                                                             | …                                                                  |
| 1949–1951                    | N. N.                               | SPÖ                                              |      | | …                                                                                             | …                                                                  |
| November 1945–1949           | Johann Wiesinger                    | KPÖ                                              |      | War 1945 mit 25 Lebensjahren der jüngste Bürgermeister Österreichs. | N. N. (SPÖ)                                                                                   | N. N. (ÖVP)                                                        |
| Sommer 1945–November 1945    | Gustav Wapp                         | KPÖ                                              |      | | …                                                                                             | …                                                                  |
| April 1945–Sommer 1945       | Johann Wiesinger sen.               | KPÖ                                              |      | Ernennt sich, offenbar toleriert von der Roten Armee, im April 1945 selbst zum Bürgermeister. | …                                                                                             | …                                                                  |
| 12. März 1938–April 1945     | Julius Klug                         | NSDAP                                            |      | Mitglied der SA, wurde nach dem Anschluss Österreichs als Bürgermeister eingesetzt. | …                                                                                             | …                                                                  |
| 1. Mai 1935–12. März 1938    | August Moritz Ratz                  | VF                                               |      | Regierungskommissär, mit dem Anschluss Österreichs abgesetzt. | …                                                                                             |                                                                    |
| 25. Februar 1935–1. Mai 1935 | Gustav Werner                       | VF                                               |      | Regierungskommissär. | August Moritz Ratz (stellvertretender Regierungskommissär)                                    |                                                                    |
| 23.–25. Februar 1935         | August Moritz Ratz / Karl Zehentner | VF                                               |      | August Moritz Ratz wird am 23. Februar 1935 gewählt, konnte aber sein Amt aufgrund „konfessioneller Unstimmigkeiten im Gemeinderat“ (er war Protestant, der Ständestaat dezidiert katholisch) nicht antreten. Der vormalige Vizebürgermeister Zehentner wurde übergangsweise mit der Führung der Geschäfte betraut. |                                                                                               |                                                                    |
| 1931–1935                    | Alois Holler                        | SDAP                                             |      | Wurde 1933 wegen seiner Zustimmung zur Verleihung des Ehrenbürgerrechtes an Engelbert Dollfuß und Franz Winkler aus der sozialdemokratischen Partei ausgeschlossen, blieb über deren Verbot nach dem Februaraufstand 1934 hinaus im Amt. | Karl (Carl) Zehetner (Wirtschaftsblock)                                                       | …                                                                  |
| 1929–1931                    | Rudolf Schreiner                    | Kleinlandwirtepartei                             |      | | …                                                                                             | …                                                                  |
| 1927–1929                    | Josef Stranzl                       | SDAP                                             |      | Trat am 15. Mai 1929 wegen eines Eigentumsdelikts zurück. | … Jakob Mädl (CS; 1927–1928)                                                                  | Josef Lackner                                                      |
| 13. Dezember 1923–1927       | Karl Ecker                          | Vereinigte Volkspartei (Bündnis aus CS und GDVP) |      | | August Moritz Ratz (ab 1926) …                                                                | …                                                                  |
| April 1923–13. Dezember 1923 | Ralph Valentin                      |                                                  |      | Von der Landesregierung übergangsweise als Regierungskommissär bestellt. |                                                                                               |                                                                    |
| April 1923                   | Ludwig von Gabriel                  | GDVP                                             |      | War Kandidat der bei der Wahl nur drittplatzierten GDVP, wurde vom Gemeinderat am 18. April im zweiten Wahlgang zum Bürgermeister gewählt. In der Nacht nach der Angelobung wurden feiernde Honoratioren von Vizebürgermeister Stranzl und weiteren Anhängern der Sozialdemokraten bedrängt. Die Vertreter der christlichsozialen und der großdeutschen Partei legten daraufhin aus Protest ihre Mandate nieder, Vermittlungsversuche scheiterten, sodass wenige Tage nach der Angelobung Neuwahlen nötig wurden. | Josef Stranzl (SDAP)                                                                          | …                                                                  |
| 1907–1923                    | Alfred Ratz                         | CS                                               |      | Der langjährige Bürgermeister Ratz war ein Gegner der Angliederung des Burgenlandes an Österreich. | …                                                                                             | …                                                                  |